# Гулиев, Намиг
Намиг Гулиев (азерб. Namiq Quliyev, 13 февраля 1974, Бейлаган) — азербайджанский шахматист, гроссмейстер (2005).
В составе сборной Азербайджана участник 3-х Олимпиад (1994, 2006, 2016).

## Биография
В январе 2012 года занял 2-е место на международном турнире в Женеве. В заключительном туре Гулиев переиграл хозяина доски Андреа Принчетти, набрав 5,5 очка из семи возможных. С таким же показателем завершили соревнование аргентинец Даниэль Кампора, Игорь Хенкин из Германии, серб Иван Иванишевич и Александр Фиер из Бразилии. Организаторам пришлось подсчитывать дополнительные показатели, которые оказались лучше у Кампора, поэтому Намиг занял второе место.

## Изменения рейтинга
| Графики недоступны из-за технических проблем. См. информацию на Фабрикаторе и на mediawiki.org. |